# Карікорган
Карікорга́н (каз. Кәріқорған) — село у складі Жуалинського району Жамбильської області Казахстану. Адміністративний центр Жетітобинського сільського округу.
У радянські часи село називалось Казанка.
Населення — 574 особи (2021; 581 у 2009, 582 у 1999, 622 у 1989).